# Podóliai-hátság
A Podóliai-hátság (ukránul: Подільська височина, Pogyilszka viszocsina) Ukrajna délnyugati részén terül el, Volhíniai-hátságtól délre, melytől a Male-polisszja választja el. Közigazgatásilag a Lvivi területet, a Ternopili területet, a Hmelnickiji területet, az Ivano-frankivszki területet, Vinnicjai területet, valamint az Odesszai terület egy részét fedi le.
Főleg mészkő, márga, homokkő, pala és gránit alkotja. 580 km hosszú, 180 km széles, átlagmagassága 200–300 m, a legmagasabb pontja a Kamula-hegy a Holohori-hátságban, 471 méterrel.
Részei: a Kremeneci-hátság, a Voronyáki-gerincvonulat, a Holohori-hátság, a Roztoccsa-hátság (részben Lengyelországba nyúlik), a Tovtri-hátság. Déli részén emelkedik a Hotini-hátság a Kelet-európai-síkvidék legmagasabb pontjával, az 515 méter magas Berdával. A Podóliai-hátság nyugati részét Opilljának nevezik.
A Volhíniai-hátságot és a Podóliai-hátságot együttesen Volhínia-podóliai-hátságnak szokás nevezni. Kis része átnyúlik Moldovába (Moldvai-hátság).

## Galéria

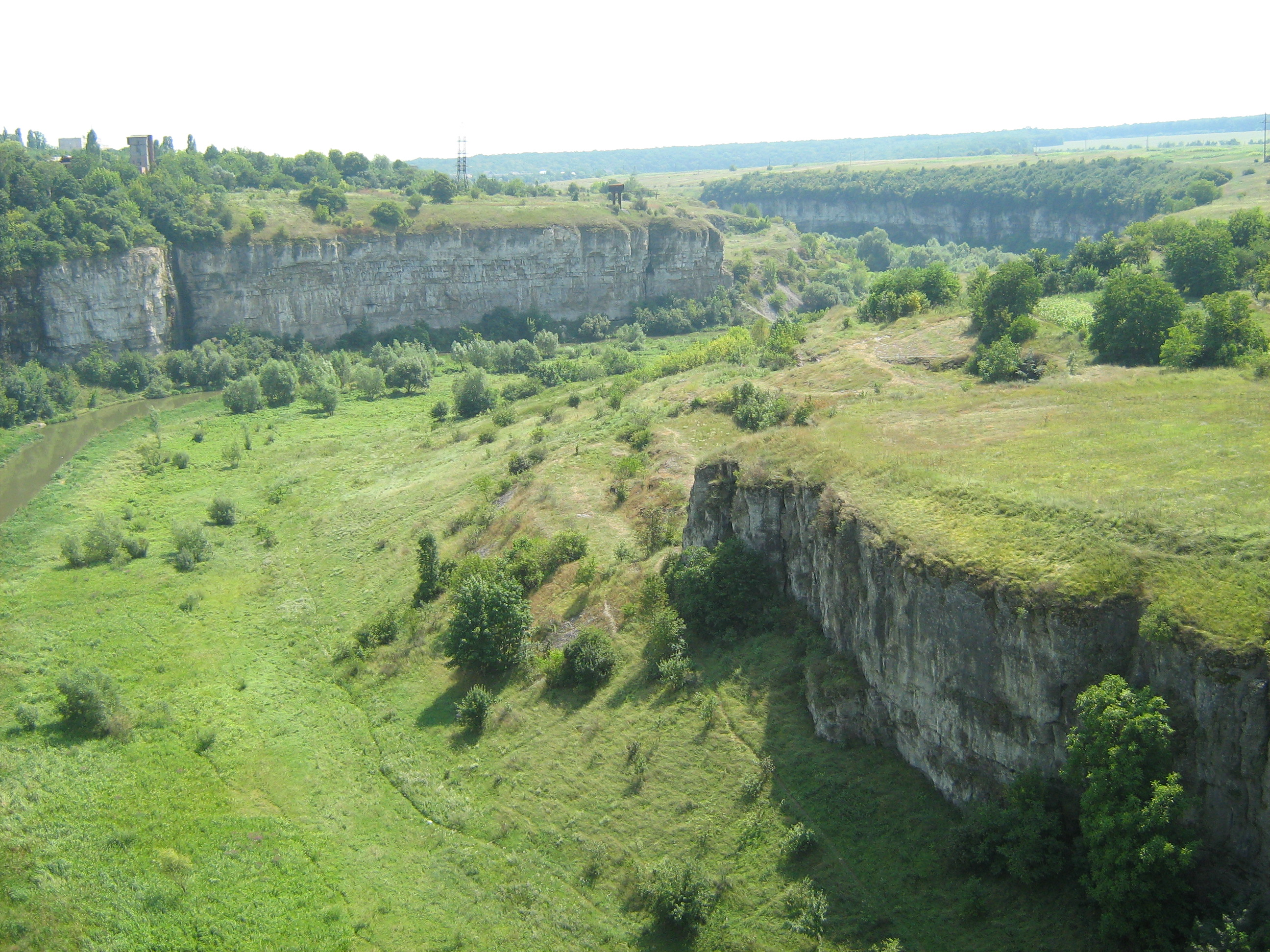
Kanyon a Tovtri-hátságban
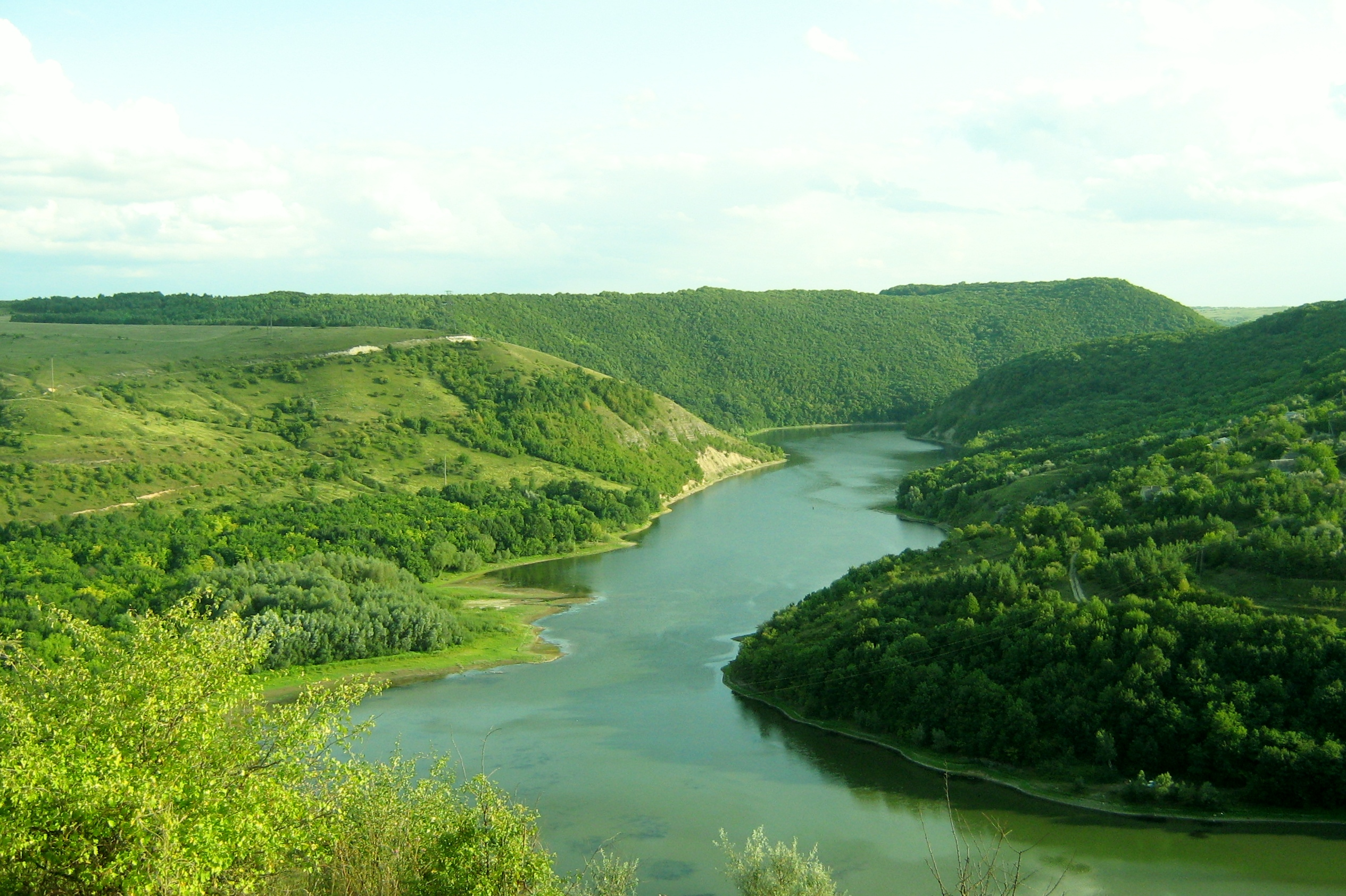
Tovtri-hátság
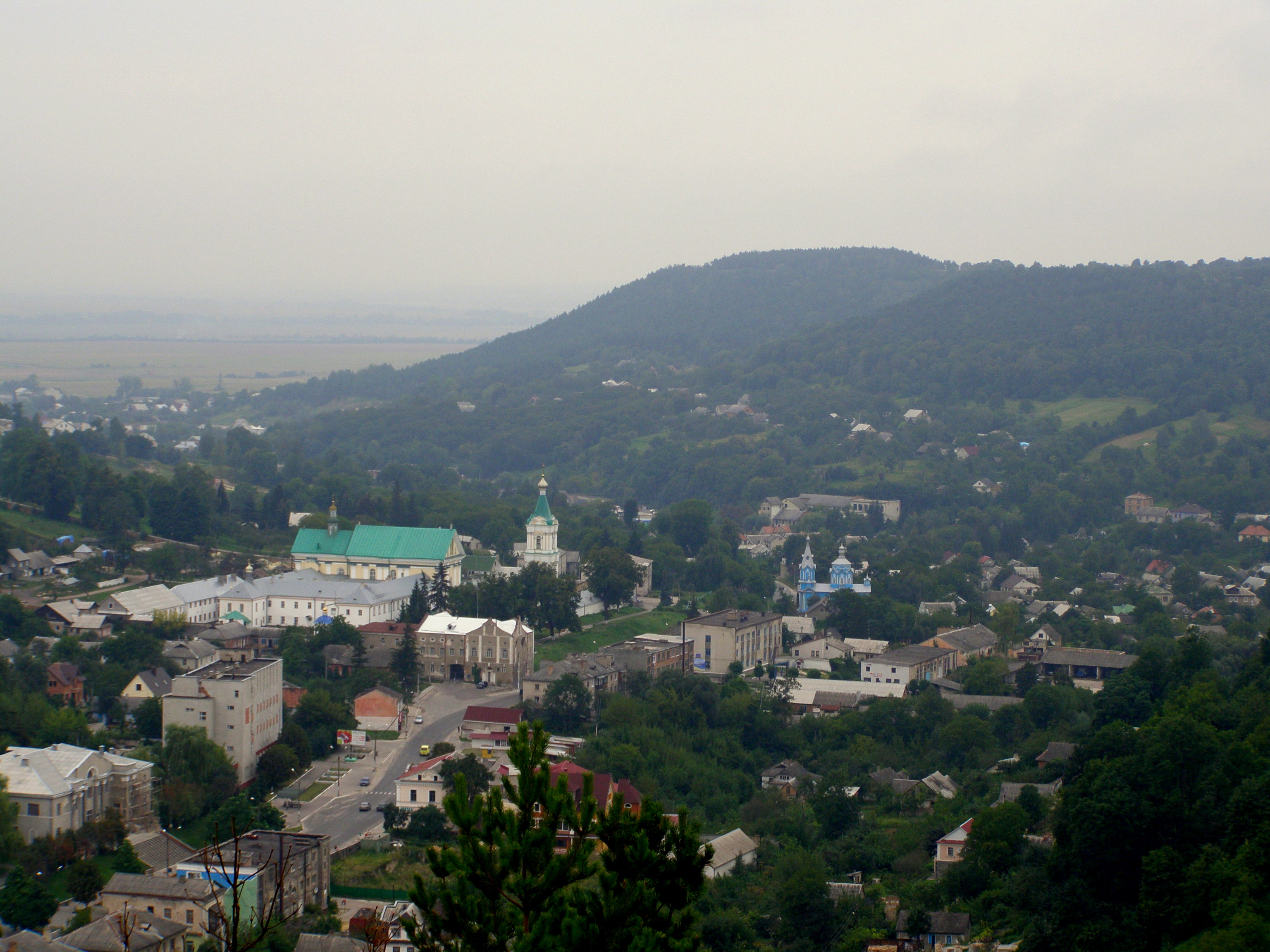
Kremeneci-hátság